# Aipysurus eydouxii
Aipysurus eydouxii е вид змия от семейство Elapidae. Видът не е застрашен от изчезване.

## Разпространение и местообитание
Разпространен е в Австралия, Виетнам, Индонезия, Камбоджа, Китай, Малайзия, Нова Каледония, Папуа Нова Гвинея, Сингапур, Тайланд и Филипини.
Обитава сладководни басейни, океани, морета, заливи, рифове, крайбрежия и реки. Среща се на дълбочина от 10,7 до 50,4 m, при температура на водата около 24,8 °C и соленост 35,4 ‰.